# Hinigaran
Hinigaran è una municipalità di prima classe delle Filippine, situata nella Provincia di Negros Occidental, nella regione di Visayas Occidentale.
Hinigaran è formata da 24 baranggay:
- Anahaw
- Aranda
- Bagaas
- Barangay I (Pob.)
- Barangay II (Pob.)
- Barangay III (Pob.)
- Barangay IV (Pob.)
- Bato
- Calapi
- Camalobalo
- Camba-og
- Cambugsa

- Candumarao
- Gargato
- Himaya
- Miranda
- Nanunga
- Narauis
- Palayog
- Paticui
- Pilar
- Quiwi
- Tagda
- Tuguis